# Ulrich Köstlin
Ulrich Köstlin (* 31. Dezember 1952 in Stuttgart) ist ein deutscher Wirtschaftsjurist, ehemaliger Manager in der Pharmaindustrie und Kunstsammler.

## Leben und Wirken
Ulrich Köstlin besuchte von 1970 bis 1972 das Atlantic College in Llantwit Major (Wales). Danach studierte er Rechtswissenschaften an den Universitäten in Tübingen, Erlangen und Genf. Zwischenzeitlich hatte er sich zudem an der University of Pennsylvania Law School eingeschrieben und dort im Jahr 1978 mit der Abschlussarbeit Regulating transnational securities activity: pending issues under Federal case law seinen Master of Laws erlangt. Vier Jahre später promovierte Köstlin an der Universität Tübingen mit der Dissertation Anlegerschutz und Auslandsbeziehungen. Eine vergleichende Untersuchung zum Recht des grenzüberschreitenden Kapitalmarkts unter Berücksichtigung des deutschen und US-amerikanischen Rechts und der europäischen Rechtsangleichung.
Bereits zuvor, im Jahr 1982, stieg Köstlin als Management-Trainee bei der Schering AG in Berlin ein und wurde von 1983 bis 1986 als Geschäftsführer verschiedener Tochterunternehmen der Schering AG in Lateinamerika eingesetzt. Anschließend erhielt er ihm die Leitung des Pharmabereiches für Lateinamerika und Kanada. Im Jahr 1990 übernahm Köstlin die Funktionen des Vizepräsidenten für Marketing und Sales und des Leiters der Diagnostik-Geschäftseinheit in der amerikanischen Tochtergesellschaft Berlex Laboratories, Inc. Montville, New Jersey, USA.
Ab 1993 wurde er in das Pharma Executive Committee der Schering AG berufen und ein Jahr später zum Vorstandsmitglied der Schering AG ernannt. Nach der Verschmelzung mit der Bayer AG im Jahr 2006 zur Bayer Schering Pharma AG gehörte Köstlin dem Vorstand dieses neuen Unternehmens bis 2011 an. Hier war er verantwortlich für das operative Geschäft in den Regionen Europa, Kanada, Asien-Pazifik, Lateinamerika, Japan sowie den USA. Mitte 2011 wechselte er als letzter Manager der ehemaligen Schering AG im Rahmen einer neuerlichen Umstrukturierung des Unternehmens zur Bayer HealthCare Pharmaceuticals in den Ruhestand.
Neben seinem hauptberuflichen Verwendungen war und ist Ulrich Köstlin in zahlreichen Gremien tätig, darunter als:
- Aufsichtsratsmitglied des Entsorgungs- und Recyclingunternehmens ALBA AG, Berlin (bis 2011)
- Aufsichtsratsvorsitzender der Newron Pharmaceuticals SpA, Mailand
- Aufsichtsratsmitglied der Constantia Flexibles Group GmbH, Wien
- Aufsichtsratsmitglied des Universitätsklinikums Würzburg
- Vorstandsmitglied und Schatzmeister des Kulturkreises der deutschen Wirtschaft im Bundesverband der Deutschen Industrie, Berlin (bis 2011)
- Vorstandsmitglied der Humboldt-Universitäts-Gesellschaft – Verein der Freunde, der ehemaligen und Förderer e. V.[3]
- Mitglied des Stiftungsrates der Herbert-Turnauer-Stiftung, Vaduz[4]

Darüber hinaus unterstützt Köstlin auf vielfältige Weise verschiedene Kultur- und Architekturprojekte und bewohnt seit 2005 ein Haus in der Berliner Kronenstraße, das er restaurierte und das auf 540 Quadratmetern im Turnus jeweils einen Teil seiner Kunstsammlung beherbergt, die er seit 2011 intensiviert zusammenträgt. Er setzt sich dafür ein, dass die ehemals im Familienbesitz und 1842/43 von Christian Reinhold Köstlin erbaute und heute unter Denkmalschutz stehende Villa Köstlin in der Tübinger Rümelinstraße 27, in der sich seit 2011 das Zentrum für Islamische Theologie als Einrichtung der Universität Tübingen befindet, wieder für Dichterlesungen und musikalische Soireen zur Verfügung gestellt wird, so wie sie bereits im 19. Jahrhundert über viele Jahrzehnte dort stattfanden. Außerdem unterstützt er Kulturprojekte der Konrad-Adenauer-Stiftung und plant darüber hinaus den Bau eigener Häuser, um selbst neue Impulse zu setzen.
Im November 2012 wurde Ulrich Köstlin für seine Verdienste zum Ehrensenator der Universität Tübingen ernannt.
Ulrich Köstlin war verheiratet mit Diemut Prinzessin von und zu Liechtenstein (* 1949), mit der er zwei erwachsene Kinder hat. 2003 outete er sich als homosexuell. Seither lebt er in einer eingetragenen Partnerschaft mit Nathan Köstlin.

## Schriften (Auswahl)
- Regulating transnational securities activity: pending issues under Federal case law. Center for Study of Financial Institutions, University of Pennsylvania Law School, Philadelphia 1978.
- Anlegerschutz und Auslandsbeziehungen. Eine vergleichende Untersuchung zum Recht des grenzüberschreitenden Kapitalmarkts unter Berücksichtigung des deutschen und US-amerikanischen Rechts und der europäischen Rechtsangleichung (= Schriften aus Rechtswissenschaft und Rechtspraxis, Bd. 12). Stollfuss, Bonn 1985, ISBN 3-08-452111-5.